# Metocalolabus chujoi
Metocalolabus chujoi is een keversoort uit de familie bladrolkevers (Attelabidae). De wetenschappelijke naam van de soort werd in 1939 gepubliceerd door Kôno.